# Срблянович, Биляна
Би́ляна Србля́нович (серб. Биљана Србљановић, 15 октября 1970, Стокгольм) — сербский драматург.

## Биография
Окончила Академию драматического искусства в Белграде (1995), стала в ней преподавателем. Член либерально-демократической партии Сербии (2007). Живёт в Париже.
Биляна Срблянович была арестованa 1 декабря 2011 года в Белграде из-за покупки кокаина для личного пользования. Срблянович заплатила штраф 200,000 динар и дала показания против наркодилера. Получила условное освобождение за сотрудничество с полицией. Штраф за хранение наркотиков в Сербии до 3 лет лишения свободы.

## Признание
Один из наиболее популярных молодых драматургов в сегодняшней Европе. Получила несколько национальных премий, Премию Эрнста Толлера (1999), Статуэтка Йоаким Вуйич (2007), Европейскую театральную премию (2007). В России её пьесы поставлены Театром «Современник»; театром им. А. С. Пушкина, Новосибирским молодёжным театром «Глобус»; театром им. Ленсовета (Санкт-Петербург)- спектакль «Night and Day» по пьесе «Саранча», режиссёр Владимир Петров; театром Сатиры на Васильевском острове (Санкт-Петербург) — спектакль «Саранча» по одноимённой пьесе, режиссёр Анджей Бубень.
В 2009 году пьеса «Саранча» поставлена Новосибирским государственным академическим драматическим театром «Красный факел» (режиссёр Василий Сенин).29 марта 2013 года в Омском Академическом Драматическом Театре состоялась премьера трагикомедии «Смерть не велосипед, чтоб её у тебя украли»

## Творчество

### Произведения
- Београдска трилогија/ Белградская трилогия (1997, рус. пер. — С Новым годом, Белград!, 2004)
- Породичне приче/Семейные ситуации (1998, рус. пер. — Мамапапасынсобака, 2003)
- Пад/ Падение (2000)
- Супермаркет/ Супермаркет(2001)
- Америка, други део/ Америка, часть вторая (2003, рус. пер. 2007)
- Скакавци/ Саранча (2005, рус. пер. 2007)
- Барбела, или о псима и деци (2007)
- Није смрт бицикло (да ти га украду) (2011)